# Lac Chauvet
Pour les articles homonymes, voir Chauvet.
Le lac Chauvet est un lac français d'origine volcanique situé dans le Massif central, dans la région Auvergne-Rhône-Alpes, plus précisément dans le département du Puy-de-Dôme, dans le massif des monts Dore, sur le territoire de la commune de Picherande.

## Géographie
Situé à une altitude de 1 162 m, le lac s’est formé dans le cratère d’un ancien volcan dans ce que l’on appelle un maar, c'est-à-dire quand le magma montant vers la surface explose au contact d'une nappe phréatique. De forme presque parfaitement circulaire, le lac mesure environ 800 m de diamètre et 86 m de profondeur.
Il s'est formé il y a environ 15 000 ans et le relief autour s'est érodé au cours du temps. Il est plus grand mais moins profond que son voisin le lac Pavin.
Bordé sur la moitié de sa circonférence par une forêt (la forêt de Montbert), il est distant de 400 m environ de la route départementale 203. Ce lac est géré par un propriétaire privé.
Le lac est alimenté par un petit ruisseau au sud-ouest depuis la forêt de Montbert. Il se vide par un petit émissaire au nord-ouest, le ruisseau de Chauvet.

## Politique
Le lac Chauvet abrite des truites, des perches, des saumons de fontaine et surtout des omble chevaliers. C'était le lieu de pêche habituel de trois anciens députés du Puy-de-Dôme : Joseph Planeix, Arsène Boulay et Fernand Sauzedde, ainsi que leur assistant parlementaire Michel Charasse. François Mitterrand leur rendait visite tous les ans, avec Anne Pingeot, y compris lorsqu'il était président de la République.

## Ufologie
Le lac Chauvet est connu des ufologues , car l'ingénieur géologue André Frégnale affirmait avoir photographié un curieux objet dans le ciel au-dessus du lac Chauvet, le 18 juillet 1952 vers 18 h.
Les négatifs originaux de ces photos ont été analysés dans le Journal of Scientific Exploration (revue scientifique américaine à comité de lecture) par l'astrophysicien français Pierre Guérin, qui conclut à l'absence de truquage.
En avril 2016, les images sont à nouveau analysées, avec le logiciel Ipaco cette fois. La conclusion est sans appel, il s'agit d'un canular, réalisé avec un simple pigeon d'argile photographié à moins de 10 mètres de distance.